# Mahón
Mahón (oficialmente en catalán: Maó) es una ciudad y municipio español situado en el este de la isla de Menorca, en la comunidad autónoma de las Islas Baleares. Su población es de 30 419 habitantes (INE 2024). En su término municipal se encuentra el punto más oriental de Baleares y de toda España. En esta ciudad está la sede del Consejo Insular de Menorca, entidad administrativa que ejerce de gobierno insular, lo que convierte a Mahón en capital de la isla. También cuenta con un puerto natural de seis kilómetros de longitud, que unido a su ubicación en el Mediterráneo occidental ha causado multitud de conquistas de la isla por diversos pueblos, además de incursiones comerciales o invasivas de fenicios, griegos y turcos.
Actualmente además del puerto comercial, Mahón cuenta con el aeropuerto de Menorca e importantes infraestructuras como el Hospital Mateu Orfila, la central de energía eléctrica de Mahón y la Fortaleza de Isabel II (La Mola).
La popular salsa mahonesa o mayonesa podría tener su origen en esta ciudad.

## Historia
Mahón se halla localizado sobre un puerto natural del Mediterráneo occidental. Fue fundado por uno de los generales cartagineses y hermano de Aníbal, Magón, que le dio su nombre. Tras la anexión romana, se la llamó Portus Magonis. Tras la caída del Imperio romano, fue ocupada por los vándalos y reconquistada después por el Imperio Romano de Oriente, los bizantinos. Luego sufrió frecuentes ataques de los normandos y musulmanes, hasta que finalmente, en el año 903, fue conquistada y anexionada al Califato de Córdoba. En 1287 la conquistó el rey Alfonso III de Aragón. Posteriormente, en 1535, Mahón sufrió un gran saqueo por parte de los corsarios de Barbarroja. Bajo el reinado de Felipe II se inició la construcción del fuerte de San Felipe, diseñado por Juan Bautista Calvi, en la bocana sur del puerto de Mahón. Se trató de una de las obras de ingeniería militar más imponentes de la época y reputada como inexpugnable.

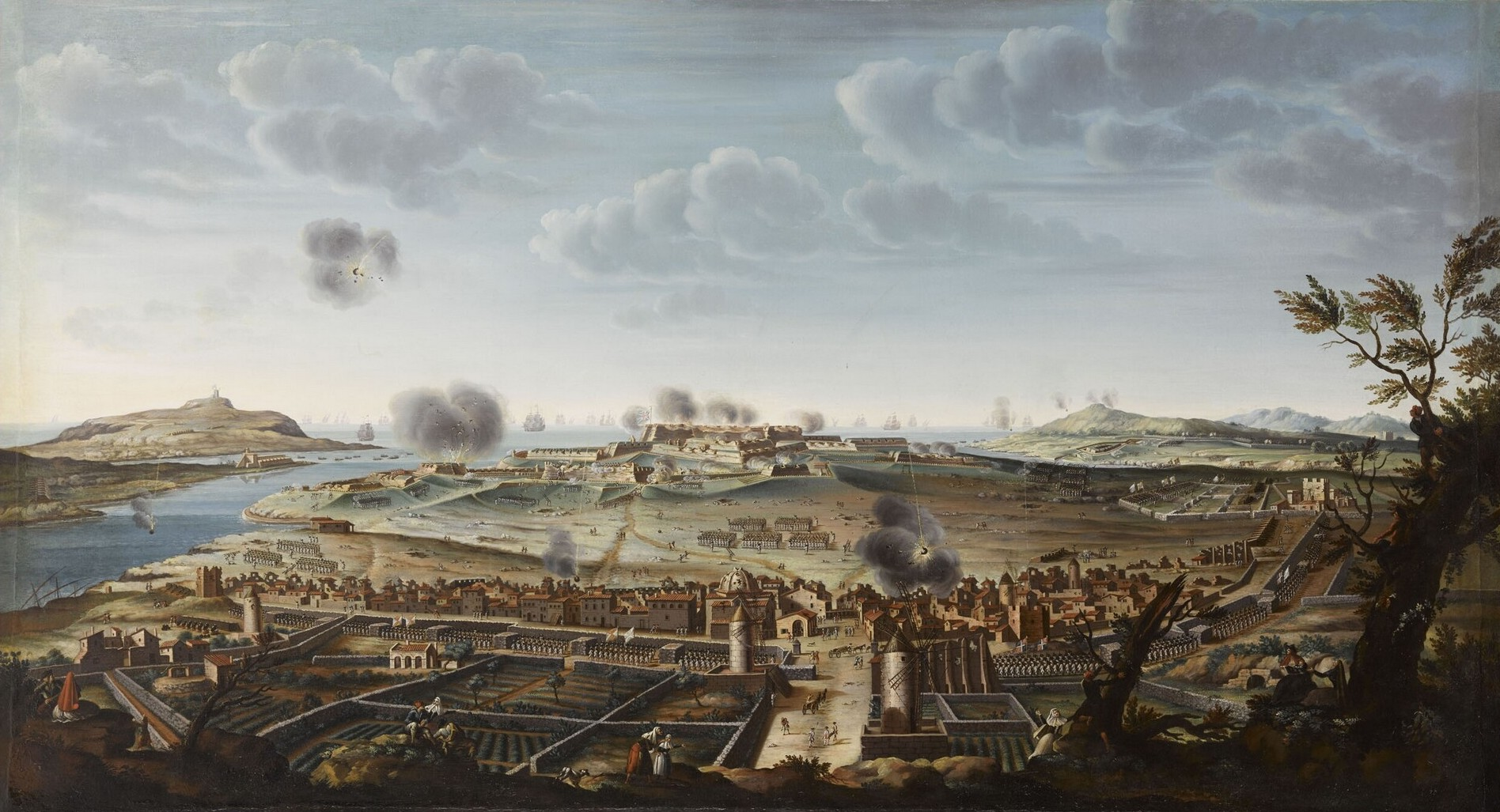
Sitio del Fuerte San Felipe (1756)

Mahón sufrió más cambios de soberanía. Capturada por los británicos en 1708 durante la guerra de sucesión española y cedida oficialmente a raíz del Tratado de Utrecht, pasó a ser durante setenta años una dependencia británica (y el puerto de Mahón una base naval británica en el Mediterráneo) en el siglo XVIII. La presencia británica impulsó la economía de la isla, por lo que Mahón, que se había convertido en la capital de la isla, se convirtió en un centro comercial y de contrabando de primer orden en el Mediterráneo. La influencia británica se puede apreciar en la arquitectura local. Por el contrario, Ciudadela, la antigua capital y reducto clerical y aristocrático, languidecía.
Durante las diversas conquistas y reconquistas de Menorca que se sucedieron durante el siglo XVIII el castillo de San Felipe fue mandado demoler por el rey Carlos III, quien razonó que si tal joya de la ingeniería militar dejaba de existir, los ingleses dejarían de apetecer Menorca. El resultado fue que cuando los ingleses intentaron de nuevo reconquistar Menorca desembarcando en Cala Mesquida, no había ninguna fortificación para oponérseles y pudieron tomar la isla sin bajas. Posteriormente y ya en el siglo XIX, se edificó otra imponente fortificación, esta en la parte norte de la bocana del puerto, la fortaleza de la Mola.

Muy cerca de la Mola, y convertido en isla por el canal de Alfonso XIII o de San Jorge, abierto en 1058, está el Llatzeret y, casi tocándolo, la Illa de la Quarentena. Hacia la mitad del puerto está la isla del Hospital o del Rei, sobre la que se levanta el hospital militar, construido por los ingleses durante su primera dominación (1713-1756), por lo que la llamaron "Bloody Island". Entre esta y la costa sur, se encuentra un islote que por su forma tomó el nombre de "illa redona", por otro nombre " Ses Rates", y conocida en el siglo XV por "s'illa des penjats" (este islote ya no existe en la actualidad). A poco menos de kilómetro y medio del hospital, hacia poniente, frente por frente de Mahón y unida por un puente de madera al Arsenal, hay otra islita que lleva el nombre de aquella dependencia marítima, también el de Pinto, y conocida en época medieval por " Illa des Gegants".
 F. Hernández Sanz, Compendio de Geografía e Historia de la Isla de Menorca., (pag.20)

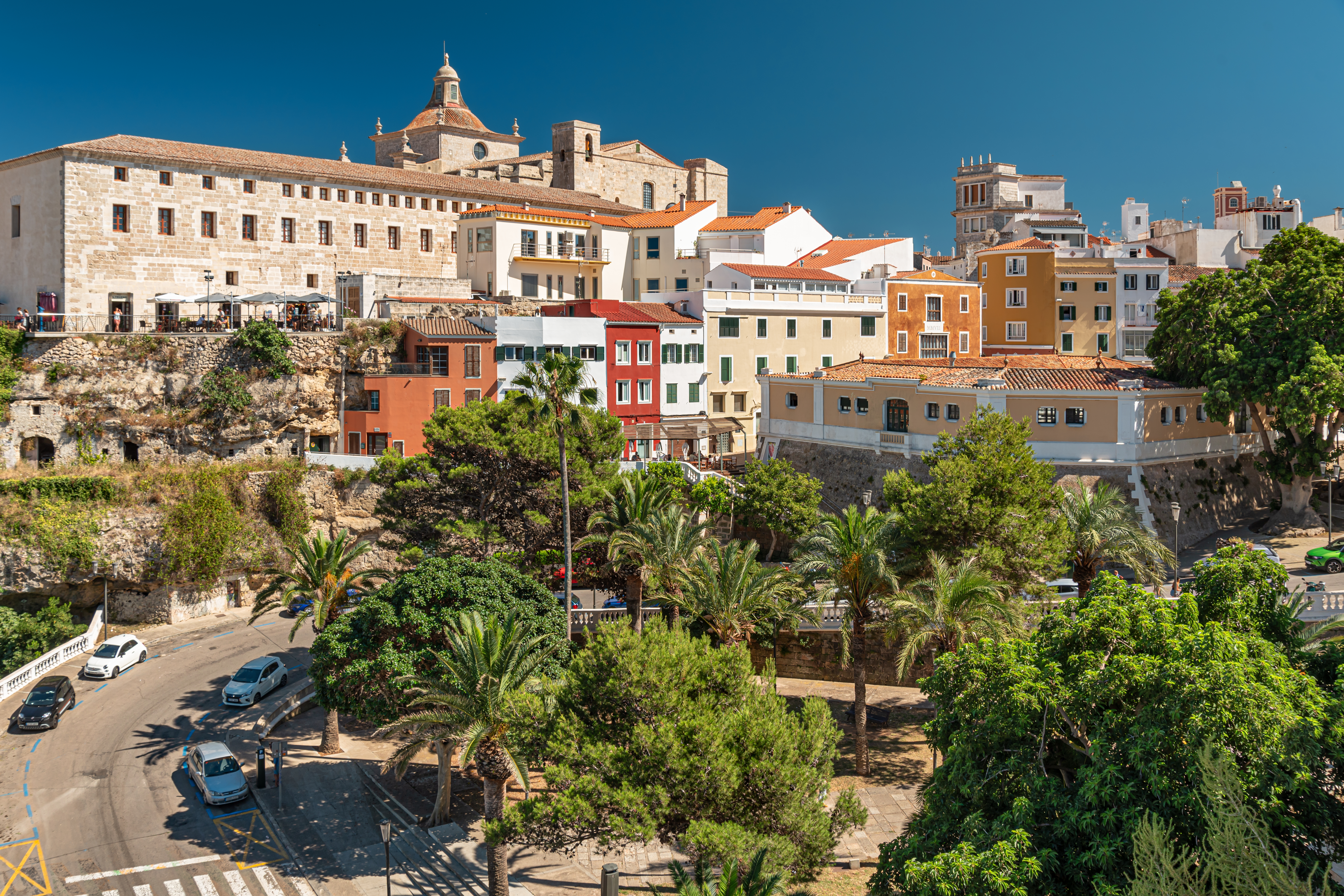
Convento e iglesia del Carmen en segundo plano

Mahón, contó durante años con un regimiento de infantería del Ejército de Tierra, el Regimiento «Mahón» n.º 46, también denominado Cuartel de Santiago; en la plaza de la Explanada estaba el cuartel del mismo nombre, hoy usado como recinto de la policía local y la brigada de obras municipal. Hasta el año 1940, la capital menorquina era la segunda ciudad más grande de Baleares, solo por detrás de Palma de Mallorca. En el año 1920 su población era de 17 866 habitantes, muy por encima de la población de Ibiza (6168 habitantes), Manacor (13 033 habitantes) y el otro gran núcleo poblacional de la isla, Ciudadela que tenía 9575 habitantes por aquel entonces.

## Geografía
En el término municipal de Mahón se hallan dispersos otros núcleos urbanos. En la costa norte se hallan Es Grau, con una albufera y una playa de aguas tranquilas, Sa Mesquida, con su torre de vigilancia, y el pequeño núcleo de Es Murtà. En la orilla opuesta del puerto, a s'altra banda, se hallan diversas urbanizaciones como Cala Rata, Cala Barril y Cala Llonga. En el interior existen las pedanías de San Clemente y de Llumesanas.

### Islas del puerto

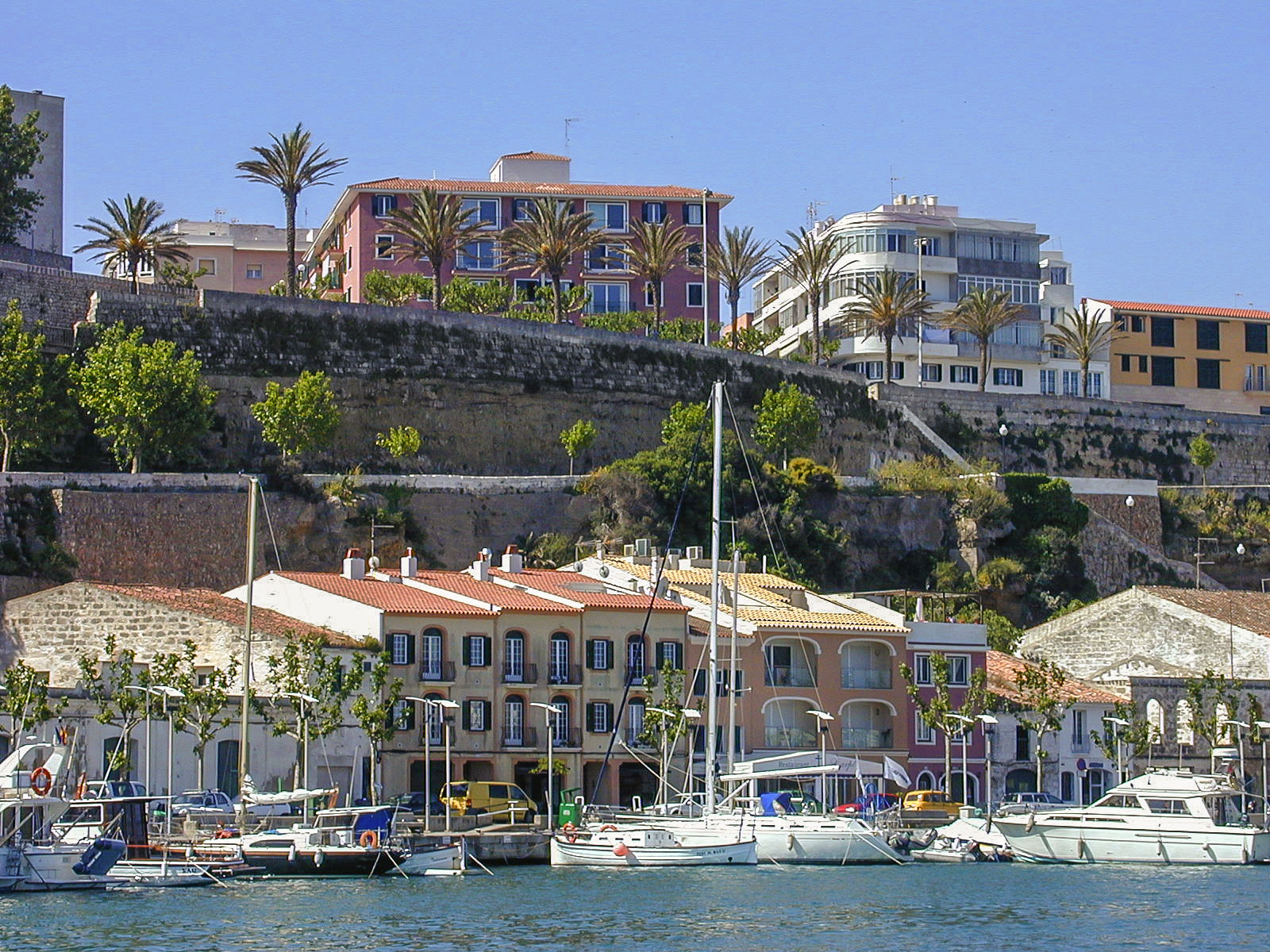
Puerto de Mahón

En el puerto de Mahón existen varias islas:
- La isla del Rey: allí desembarcó el rey Alfonso III de Aragón en su expedición de conquista, ha estado históricamente muy abandonada, pero últimamente un grupo de menorquines trabaja activamente para su rehabilitación.
- La isla del Lazareto: es sede regular de eventos científicos, congresos y cursos.
- La isla de la Cuarentena.
- La isla Pinto.

### Clima
De acuerdo con la clasificación climática de Koppen, Mahón tiene un clima mediterráneo.
| Parámetros climáticos promedio de Observatorio del Aeropuerto de Menorca (91 m s. n. m.) (municipio de mahón) (Periodo de referencia: 1991-2020, extremos: 1965-presente) | Parámetros climáticos promedio de Observatorio del Aeropuerto de Menorca (91 m s. n. m.) (municipio de mahón) (Periodo de referencia: 1991-2020, extremos: 1965-presente) | Parámetros climáticos promedio de Observatorio del Aeropuerto de Menorca (91 m s. n. m.) (municipio de mahón) (Periodo de referencia: 1991-2020, extremos: 1965-presente) | Parámetros climáticos promedio de Observatorio del Aeropuerto de Menorca (91 m s. n. m.) (municipio de mahón) (Periodo de referencia: 1991-2020, extremos: 1965-presente) | Parámetros climáticos promedio de Observatorio del Aeropuerto de Menorca (91 m s. n. m.) (municipio de mahón) (Periodo de referencia: 1991-2020, extremos: 1965-presente) | Parámetros climáticos promedio de Observatorio del Aeropuerto de Menorca (91 m s. n. m.) (municipio de mahón) (Periodo de referencia: 1991-2020, extremos: 1965-presente) | Parámetros climáticos promedio de Observatorio del Aeropuerto de Menorca (91 m s. n. m.) (municipio de mahón) (Periodo de referencia: 1991-2020, extremos: 1965-presente) | Parámetros climáticos promedio de Observatorio del Aeropuerto de Menorca (91 m s. n. m.) (municipio de mahón) (Periodo de referencia: 1991-2020, extremos: 1965-presente) | Parámetros climáticos promedio de Observatorio del Aeropuerto de Menorca (91 m s. n. m.) (municipio de mahón) (Periodo de referencia: 1991-2020, extremos: 1965-presente) | Parámetros climáticos promedio de Observatorio del Aeropuerto de Menorca (91 m s. n. m.) (municipio de mahón) (Periodo de referencia: 1991-2020, extremos: 1965-presente) | Parámetros climáticos promedio de Observatorio del Aeropuerto de Menorca (91 m s. n. m.) (municipio de mahón) (Periodo de referencia: 1991-2020, extremos: 1965-presente) | Parámetros climáticos promedio de Observatorio del Aeropuerto de Menorca (91 m s. n. m.) (municipio de mahón) (Periodo de referencia: 1991-2020, extremos: 1965-presente) | Parámetros climáticos promedio de Observatorio del Aeropuerto de Menorca (91 m s. n. m.) (municipio de mahón) (Periodo de referencia: 1991-2020, extremos: 1965-presente) | Parámetros climáticos promedio de Observatorio del Aeropuerto de Menorca (91 m s. n. m.) (municipio de mahón) (Periodo de referencia: 1991-2020, extremos: 1965-presente) |
| Mes | Ene. | Feb. | Mar. | Abr. | May. | Jun. | Jul. | Ago. | Sep. | Oct. | Nov. | Dic. | Anual |
| --- | --- | --- | --- | --- | --- | --- | --- | --- | --- | --- | --- | --- | --- |
| Temp. máx. abs. (°C) | 21.5 | 21.6 | 27.2 | 27.7 | 30.7 | 35.2 | 39.6 | 39.0 | 35.3 | 31.3 | 25.4 | 21.6 | 39.6 |
| Temp. máx. media (°C) | 14.4 | 14.3 | 16.3 | 18.6 | 22.2 | 26.5 | 29.3 | 29.7 | 26.5 | 22.9 | 18.3 | 15.5 | 21.2 |
| Temp. media (°C) | 11.1 | 10.8 | 12.6 | 14.7 | 18.1 | 22.2 | 25.1 | 25.7 | 22.7 | 19.5 | 15.0 | 12.2 | 17.5 |
| Temp. mín. media (°C) | 7.7 | 7.3 | 8.8 | 10.8 | 14.0 | 17.8 | 20.8 | 21.6 | 18.9 | 16.0 | 11.7 | 8.9 | 13.7 |
| Temp. mín. abs. (°C) | -2.4 | -1.1 | -1.0 | 1.6 | 5.4 | 10.2 | 13.6 | 13.6 | 9.4 | 5.2 | 2.0 | -1.0 | -2.4 |
| Precipitación total (mm) | 59 | 50 | 38 | 43 | 31 | 15 | 5 | 18 | 67 | 71 | 101 | 57 | 555 |
| Días de precipitaciones (≥ 1 mm) | 7.4 | 7.0 | 5.1 | 5.8 | 3.8 | 2.0 | 0.8 | 1.8 | 5.3 | 6.9 | 8.7 | 7.7 | 62.1 |
| Días de nevadas (≥ 0.01 mm) | 0.2 | 0.5 | 0.1 | 0.0 | 0.0 | 0.0 | 0.0 | 0.0 | 0.0 | 0.0 | 0.0 | 0.1 | 0.8 |
| Horas de sol | 143 | 147 | 208 | 231 | 279 | 321 | 344 | 310 | 225 | 183 | 141 | 133 | 2666 |
| Humedad relativa (%) | 77 | 76 | 74 | 72 | 67 | 62 | 61 | 64 | 69 | 75 | 76 | 78 | 71 |
| Fuente: Agencia Estatal de Meteorología | | | | | | | | | | | | | |

Los récords climatológicos más destacados registrados en el observatorio del aeropuerto de Menorca desde 1965 son los siguientes: la temperatura máxima absoluta de 39,6 °C registrada el 26 de julio de 1983, la temperatura mínima absoluta de -2,4 °C registrada el 9 de enero de 1985, la precipitación máxima en un día de 121,3 mm el 21 de diciembre de 1979, y la máxima racha de viento de 144 km/h registrada el 27 de septiembre de 1965.

## Demografía
Mahón cuenta con una población de 30 419 habitantes (INE 2024).
| Gráfica de evolución demográfica de Mahón entre 1842 y 2021 |
| |
| Población de derecho según los censos de población del INE Población de hecho según los censos de población del INEEn 1857 crece el término del municipio porque incorpora a San Luis y Villacarlos En 1877 disminuye el término del municipio porque independiza a Villacarlos En 1910 disminuye el término del municipio porque independiza a San Luis |

### Comunicaciones

#### Aire
La ciudad cuenta con el aeropuerto civil y militar de la isla situado a 4 km al este del centro de la ciudad: el aeropuerto de Menorca. Este aeropuerto tiene conexiones diarias con las ciudades principales de la península (Madrid, Barcelona, etc.), con las otras islas (aeropuerto de Mallorca y aeropuerto de Ibiza) y con las principales ciudades del Reino Unido y Alemania.
En la actualidad existen vuelos entre el aeropuerto de Mahón y diversas ciudades de Holanda, Francia y Bélgica, como son París Charles de Gaulle con la compañía EasyJet, Marsella y Niza con Iberia Regional Air Nostrum, Toulon, Ámsterdam con Arkefly y Transavia y Bruselas con Jetair airlines y Brussels Airlines, algunas como la ruta a Niza o Marsella establecidas en el verano de 2011.

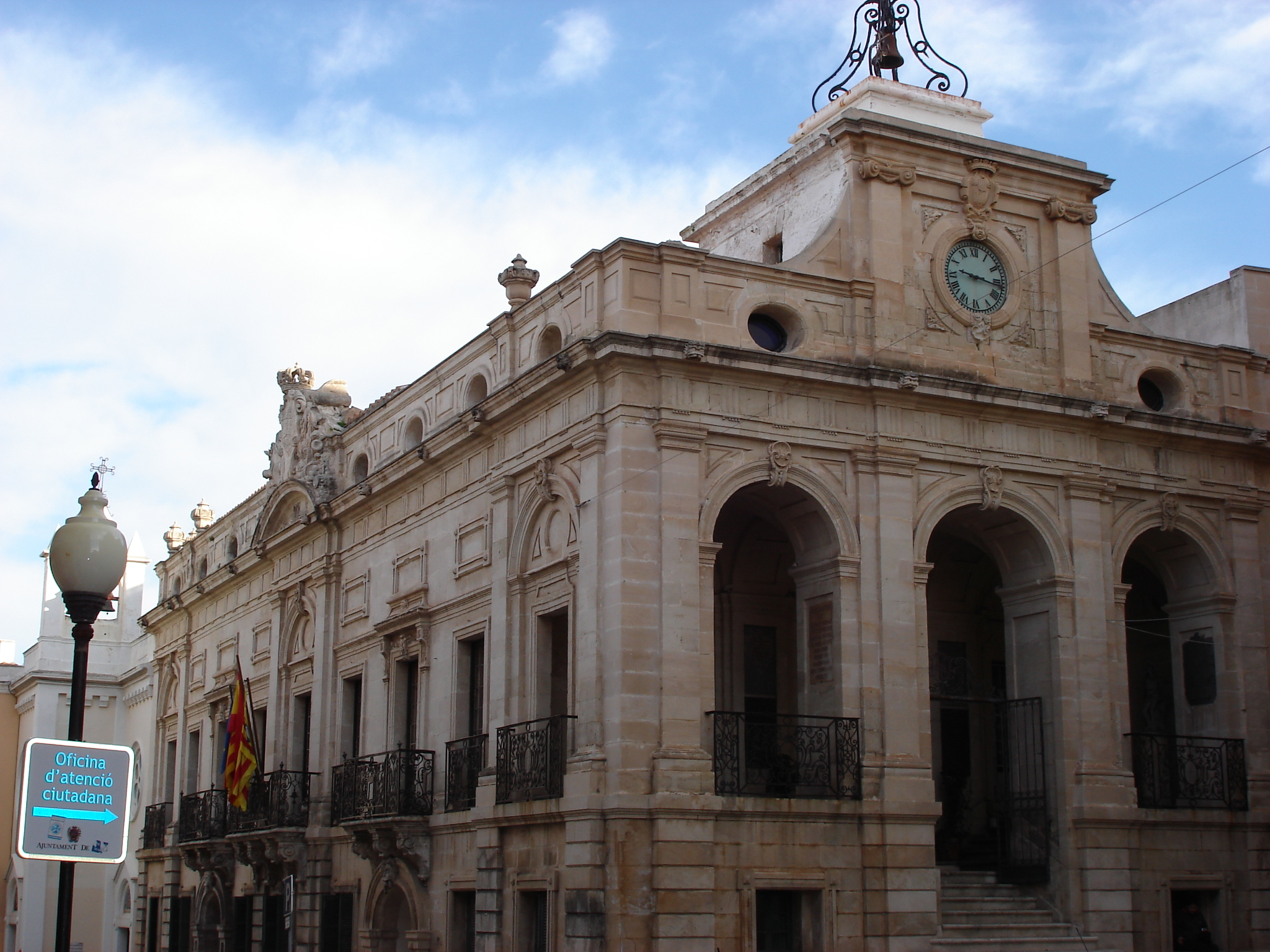
Ayuntamiento de Mahón

#### Mar
El puerto de Mahón cuenta con diversas conexiones mediante la compañía Trasmediterranea, con Palma de Mallorca, Valencia y Barcelona. En verano destaca también su tráfico de cruceros.

#### Tierra
Mahón dispone de la principal estación de autobuses situada en el centro de la ciudad. De ella parten la gran mayoría de los autobuses.

## Administración y política
| Periodo   | Nombre                 | Partido | Partido                                            |
| --------- | ---------------------- | ------- | -------------------------------------------------- |
| 1979-1983 | Ramón Homs Ginés       |         | Unión de Centro Democrático (UCD)                  |
| 1983-1993 | Borja Carreras Moysi   |         | Partit Socialista de les Illes Balears (PSIB-PSOE) |
| 1993-2008 | Arturo Bagur Mercadal  |         | Partit Socialista de les Illes Balears (PSIB-PSOE) |
| 2008-2011 | Vicenç Tur Martí       |         | Partit Socialista de les Illes Balears (PSIB-PSOE) |
| 2011-2015 | Águeda Reynés Calvache |         | Partido Popular (PP)                               |
| 2015-2019 | Conxa Juanola Pons     |         | Ara Maó (AM)                                       |
| 2019-act. | Hector Pons Riudavets  |         | Partit Socialista de les Illes Balears (PSIB-PSOE) |

| Partido político                                   | 2023  | 2023  | 2023       | 2019  | 2019  | 2019       | 2015  | 2015  | 2015       | 2011  | 2011  | 2011       | 2007  | 2007  | 2007       |
| Partido político                                   | %     | Votos | Concejales | %     | Votos | Concejales | %     | Votos | Concejales | %     | Votos | Concejales | %     | Votos | Concejales |
| Partit Socialista de les Illes Balears (PSIB-PSOE) | 36,56 | 4277  | 8          | 30,27 | 3591  | 7          | 25,59 | 3037  | 6          | 30,89 | 3538  | 8          | 38,22 | 4175  | 9          |
| Partido Popular (PP)                               | 35,80 | 4188  | 8          | 34,08 | 4043  | 8          | 36,02 | 4275  | 8          | 47,58 | 5450  | 13         | 37,76 | 4125  | 8          |
| Ara Maó                                            | 17,61 | 2061  | 4          | 24,97 | 2962  | 5          | 27,64 | 3280  | 6          | —     | —     | —          | —     | —     | —          |
| Vox                                                | 6,59  | 771   | 1          | 2,60  | 309   | 0          | —     | —     | —          | —     | —     | —          | —     | —     | —          |
| Ciudadanos (CS)                                    | 1,68  | 197   | 0          | 5,94  | 705   | 1          | 5,64  | 669   | 1          | —     | —     | —          | 6,38  | 697   | 1          |
| Més (PSM-IV-EN-APIB)                               | —     | —     | —          | —     | —     | —          | —     | —     | —          | 3,33  | 381   | 0          | 8,94  | 976   | 2          |
| Esquerra Unida de les Illes Balears (EUIB)         | —     | —     | —          | —     | —     | —          | —     | —     | —          | 4,92  | 564   | 0          | 6,48  | 708   | 1          |

## Cultura

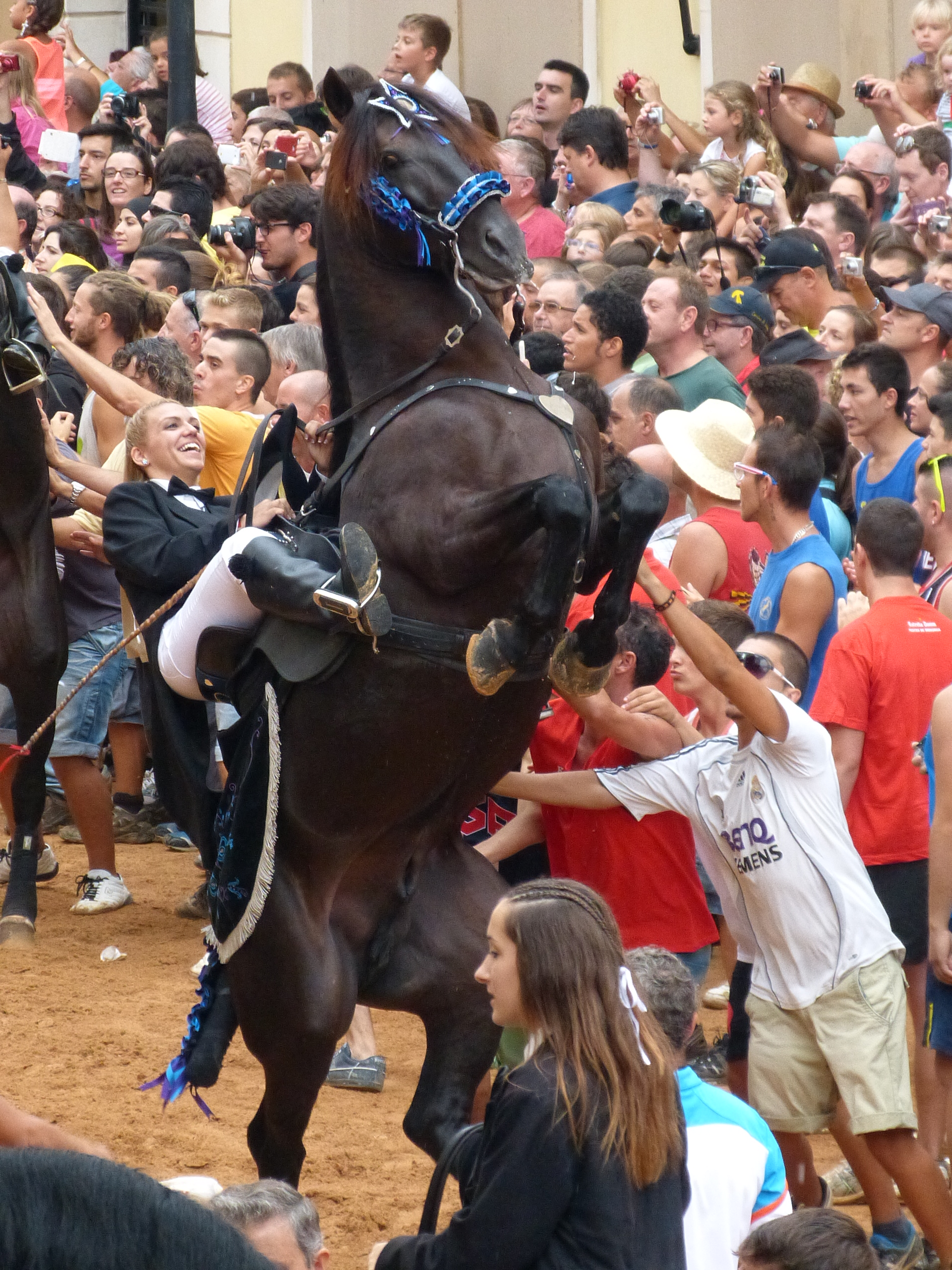
Jaleo de caballos en la plaza del Ayuntamiento durante las fiestas de Gracia

Entre el 6 y el 9 de septiembre se celebran las fiestas patronales de Gracia, en honor a la Virgen de Gracia. Estas comienzan con el pregón la noche del 6, cada año lo realiza un personaje importante de la isla y se canta el himno Es mahón que es la canción popular del pueblo. Los dos días siguientes que son el 7 y el 8 de septiembre se celebra el tradicional jaleo que consiste en entre 150-180 caballos de raza menorquina van entrando de 4 en 4 en la plaza del ayuntamiento y la gente los hace saltar lo que se denomina el bot. El jaleo suele durar unas tres horas y una vez finalizado viene la tradicional verbena de pueblo. La única diferencia que hay del jaleo del 7 al del 8, es que el día 8 antes del jaleo se hace una pequeña procesión de la virgen de Gracia y que se realiza por la mañana en vez de la noche.
Las figuras importantes de la fiesta son: los caballos, es caixers, es fabioler y los gigantes.
Dos instituciones importantes son el Teatro Principal de Mahón y el Orfeón Mahones

### Educación
- CC La Salle Mahón
- IES Joan Ramis i Ramis
- Instituto Menorquín de Estudios (IME)

#### Deporte
- Unión Deportiva de Mahón
- Club Marítimo de Mahón
- Menorca Bàsquet
- Club Deportivo Alcázar